# Guinness World Records
Das Buch der Guinness World Records, auch Guinness-Buch der Rekorde, ist eine Sammlung von Rekorden, die vom Unternehmen Guinness World Records Limited herausgegeben wird. Das Buch erscheint seit 1955 jährlich und enthält sowohl menschliche Höchstleistungen und Extremwerte als auch natürliche Phänomene.

## Geschichte

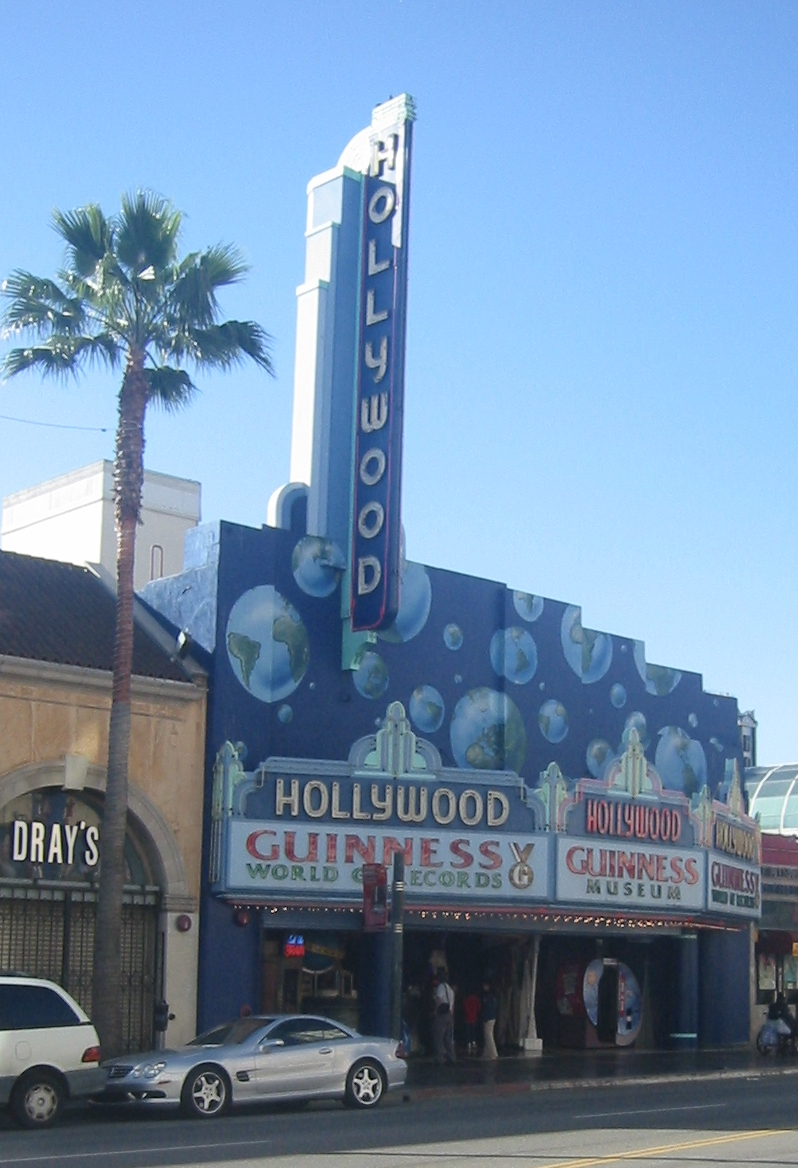
Hollywood Guinness Museum, Los Angeles

Das erste Buch wurde 1955 von der Guinness-Brauerei  in Auftrag gegeben und in Irland veröffentlicht. Die ersten Ausgaben schrieben die Zwillinge Ross und Norris McWhirter.
Die Idee zu diesem Buch kam dem damaligen Geschäftsführer der Brauerei, Hugh Beaver. Nach Darstellung des Unternehmens sei dieser Gast bei einer Vogeljagd, bei der die Jäger einige Vögel verfehlten, gewesen. Es habe sich eine Diskussion über die Frage entwickelt, welches das schnellste Federwild in Europa sei. Jedoch habe man in keinem Nachschlagewerk eine Antwort darauf gefunden. Sir Hugh sei der Gedanke gekommen, dass es ähnliche ungelöste Diskussionen auch in Kneipen gebe, woraus sich die Idee für eine Guinness-Werbeaktion, mit der man solche Streitigkeiten beilegen könnte, ergeben habe.
Am 27. August 1955 lag die gebundene Erstauflage von Hugh Beaver vor und ging unter dem Titel The Guinness Book of Records in den Buchhandel.
Im Jahre 1963 erschien die erste deutschsprachige Auflage des Rekord-Buches.
Guinness World Records ist heute eine Firma mit Firmensitz in London und beschäftigt etwa 50 Mitarbeiter, die die Rekordfälle bearbeiten. Der Name ist auch eine eingetragene Marke, unter der das Konzept vermarktet wird. Das „Hollywood Guinness Museum“, in dem Exponate zu anerkannten Rekorden gezeigt werden, befindet sich in Los Angeles. Ein weiteres Museum findet sich in der dänischen Hauptstadt Kopenhagen.
Das Unternehmen wurde 2008 vom kanadischen Unternehmen Jim Pattison Group des Milliardärs Jim Pattison erworben, die auch Ripley’s Believe It or Not! aufgekauft hat. Neben dem Verkauf der Bücher verdient das Unternehmen an Gebühren für eine schnelle Bearbeitung der Rekorde sowie an der Entwicklung und Gestaltung neuer Rekorde für Firmen und Staaten, die damit unter anderem ihr Image aufpolieren oder den dadurch gewonnenen Werbeeffekt für sich nutzen wollen. Dafür wurde 2009 die Beratungsabteilung Guinness World Record consultancy gegründet, für deren Dienste sie den Antragstellern ab 13.000 US-Dollar (Stand 2024) berechnet, und mit denen sie mittlerweile rund die Hälfte des Gesamtumsatzes erzielt.

## Rekorde

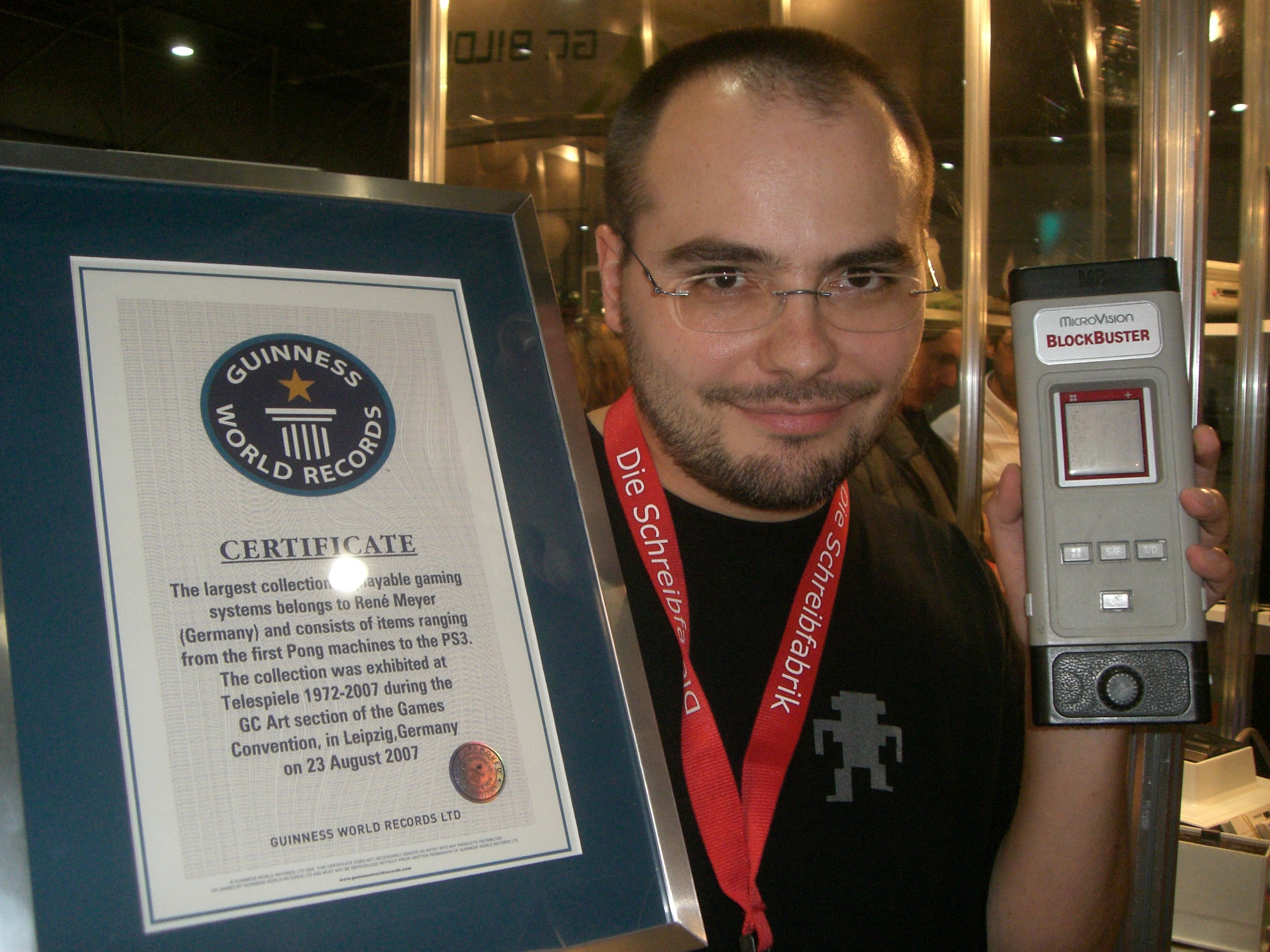
René Meyer, ein deutscher Rekordhalter

Das Werk umfasst zahlreiche Rekorde aus den Sparten:
- Natur (natural world): Der blaue Planet, Lebensraum Erde
- Der menschliche Körper (human body)
- Wissenschaft, Architektur und Technik (science & tech, travel & transport)
- Menschliche Leistung (amazing feats)
- Kunst und Unterhaltung (arts & media)
- Gesellschaft und Politik (modern society)
- Sport und Spiele (sports & games)

Neben Daten und Fakten sind auch verschiedenste Bestleistungen verzeichnet. Damit eine Aktion als neuer Rekord in das Buch aufgenommen werden kann oder um einen bestehenden einzustellen, müssen verschiedene Bedingungen erfüllt und bei der Zentrale in England angemeldet werden.
Im Jahr 2005 ernannte Guinness den 9. November zum World Records Day. Nach sehr großem Erfolg im ersten Jahr nahmen im Jahr 2006 etwa 100.000 Personen teil und brachen über 50 Rekorde. Der World Records Day findet jedes Jahr im November statt.

## Kritik

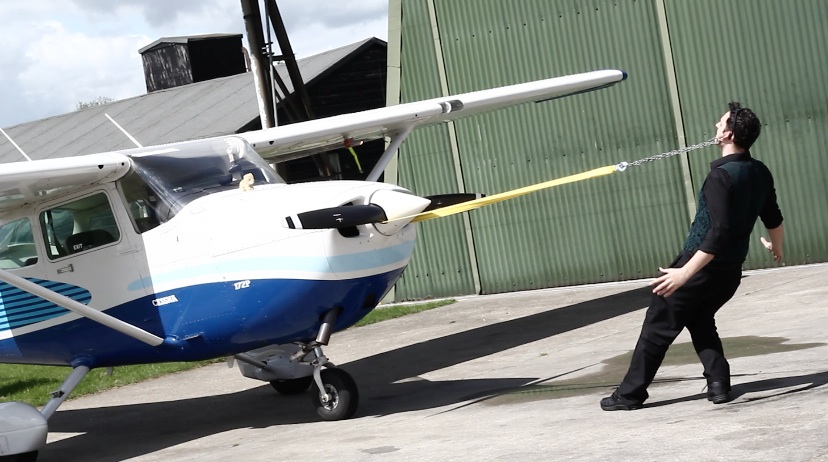
Johnny Strange, Rekordhalter in der Kategorie: Das schwerste Gewicht mit gepiercten Ohren ziehen

Zunehmende Kritik wird an der von dem Unternehmen immer weiter expandierenden Anzahl von absurden Kategorien geäußert, die in die Liste aufgenommen werden, und dass sich das Buch der Rekorde vom ursprünglichen Journalismus, der nennenswerte menschliche Leistungen auflistete, zu einer reinen Unterhaltungslektüre entwickelt hat, die vorwiegend eine Sammlung belangloser Betätigungen, mit dem einzigen Zweck, einen Rekord aufzustellen, darstellt. Als Beispiele werden die Kategorien „Eine Orange mit der Nase eine Meile vorwärts schieben“ oder „Mit High-Heels auf einem gespannten Seil laufen“ genannt. Damit würden auch Anreize zu Aktivitäten geschaffen, die einen gesamtgesellschaftlichen Schaden verursachen können, wie etwa der High-School-Schüler in den USA mit ausgezeichneten Zensuren, der 2023 von seiner Schule animiert wurde, sich bei 200 Universitäten zu bewerben – von denen er auch angenommen wurde und dadurch Stipendien von 10 Millionen US-Dollar ansammelte – nur damit sie im Guinness-Buch erwähnt wird. Der Schaden entstand hier beispielsweise in dem vergeudeten Zeitaufwand der Universitätsverwaltungen für die aufwendige Bearbeitung seiner Unterlagen. Ein weiteres Beispiel für absurde und dazu lebensgefährliche Rekorde in gleich mehreren Kategorien ist der Engländer Johnny Strange, der damit nicht nur sich selbst, sondern teilweise auch andere in Gefahr bringt.